# Renato Restier
Renato Santos Restier, né le 24 février 1920 à Santana do Livramento et mort le 1er août 1984 à São Paulo, est un acteur brésilien. 
Jouant principalement dans des rôles secondaires, il est considéré comme l'un des plus célèbres méchants du cinéma brésilien du XXe siècle .

## Biographie
Renato Santos Restier est né le 24 février 1920 à Santana do Livramento, au Brésil. Il est le fils adoptif de l'actrice brésilo-portugaise Hortênsia Santos (1899-1955) et l'acteur brésilien José Restier Junior (1889-1954). Son père biologique, Procópio Ferreira (1898-1979), acteur brésilien, le reconnaitra tardivement comme son fils légitime. Ce dernier lui a souvent conseillé de ne pas opter pour une carrière artistique. 
À la fin de ses études secondaires, il travaille avec sa famille, mais son père adoptif n'appréciant pas son jeu d'acteur, l'amène à quitter le domicile familial. Il tente une carrière musicale et se fait engagé par Rádio Mayrink Veiga à Rio de Janeiro. Seulement, il enregistre deux albums, avant de définitivement mettre un terme à sa carrière de chanteur pour se consacrer au théâtre. En 1937, il rejoint la compagnie de son père biologique, Procópio Ferreira qui lui donne l'opportunité de jouer dans la première pièce de théâtre Tudo Por Você dirigé par sa demi-sœur, Bibi Ferreira (1922-2019).
En 1941, il rejoint la compagnie de comédie Jaime Costa en 1941 au théâtre Santa Isabel de Recife. En août, il joue avec Jaime Costa, Lídia Vani, Déa Selva, Grace Moema et Ítala Ferreira dans la pièce de théâtre Nossa gente é assim mise en scène par Melo Nobrega,. La même année, il épouse l'actrice brésilo-lituanienne Lídia Vani (1920-1994) qu'il l'avait rencontré la même année en rejoignant la compagnie Jaime Costa. Sa femme donnera naissance à une fille prénommée Tamára.
Il commence sa carrière d'acteur en 1950 en incarnant le rôle du contremaître, Juventino dans le film dramatique O Pecado de Nina d'Eurides Ramos. L'année suivante, il incarne le roi Salomon dans la comédie musicale Barnabé, Tu És Meu aux côtés d'Oscarito, Grande Otelo et José Lewgoy. Ensuite, il interprète le rôle de Cecílio B. de Milho, une satire du réalisateur américain Cecil B. DeMille dans la comédie musicale Carnaval Atlântida réalisé par José Carlos Burle en 1952. Partagé entre la satire et la parodie, le film relate l'histoire d'un grand producteur, Cecílio B. de Milho qui souhaite faire un film sur Hélène de Troie et engage le professeur Xenofontes, spécialisé en histoire grecque pour l'aider avec le scénario. Cependant, les acteurs préfèrent faire une comédie musicale et veulent que le cinéaste change d'avis,. 
Il joue en 1963 dans le film d'aventure germano-brésilien Les rescapés de l'enfer vert réalisé par le réalisateur allemand Franz Eichhorn.  
En 1981, il joue son tout dernier rôle au cinéma en jouant dans le film dramatique Os Insaciados de Libero Miguel avant de mettre un terme définitif à sa carrière cinématographique la même année. Trois plus tard, il décède le 1er août 1984 d'un cancer du poumon à l'âge de 64 ans à São Paulo, au Brésil.

## Filmographie
Cette liste est établie à partir des fiches techniques venant de Cinemateca Brasileira et IMDb.

### Cinéma
| Année | Films                        | Réalisateur                     | Rôle                            | Autres professions                |      |                  |               |                         |  |
| ----- | ---------------------------- | ------------------------------- | ------------------------------- | --------------------------------- | ---- | ---------------- | ------------- | ----------------------- |  |
| Année | Films                        | Réalisateur                     | Rôle                            | Autres professions                | 1950 | O Pecado de Nina | Eurides Ramos | Juventino, contremaître |  |
| 1951  | Tocaia                       | Eurides Ramos                   |                                 |                                   |      |                  |               |                         |  |
| 1951  | Barnabé, Tu És Meu           | José Carlos Burle               | Roi Salomon                     |                                   |      |                  |               |                         |  |
| 1952  | Areias Ardentes              | J.B. Tanko                      | Alberto                         |                                   |      |                  |               |                         |  |
| 1952  | Carnaval Atlântida           | José Carlos Burle               | Cecílio B. de Milho             |                                   |      |                  |               |                         |  |
| 1952  | Era Uma Vez um Vagabundo     | Luiz de Barros                  |                                 |                                   |      |                  |               |                         |  |
| 1952  | Três Vagabundos              | José Carlos Burle               | Da Grana                        |                                   |      |                  |               |                         |  |
| 1953  | A Dupla do Barulho           | Carlos Manga                    | Ricardo Félix, homme d'affaires |                                   |      |                  |               |                         |  |
| 1954  | Matar ou Correr              | Carlos Manga                    | Bob, propriétaire du Saloon     |                                   |      |                  |               |                         |  |
| 1954  | Guerra ao Samba              | Carlos Manga                    | Libório                         |                                   |      |                  |               |                         |  |
| 1954  | A Outra Face do Homem        | J.B. Tanko                      |                                 |                                   |      |                  |               |                         |  |
| 1954  | Paixão nas Selvas            | Franz Eichhorn                  |                                 |                                   |      |                  |               |                         |  |
| 1955  | O Golpe                      | Carlos Manga                    |                                 |                                   |      |                  |               |                         |  |
| 1956  | Colégio de Brotos            | Carlos Manga                    | Tiago                           |                                   |      |                  |               |                         |  |
| 1956  | O Negócio foi Assim          | Luiz de Barros                  |                                 |                                   |      |                  |               |                         |  |
| 1956  | Sai de Baixo                 | J.B. Tanko                      |                                 |                                   |      |                  |               |                         |  |
| 1956  | Com Água na Boca             | J.B. Tanko                      | Docteur Satã                    | Scénariste, assistant-réalisateur |      |                  |               |                         |  |
| 1957  | De Pernas pro Ar             | Victor Lima                     | Navalhada                       |                                   |      |                  |               |                         |  |
| 1957  | Metido a Bacana              | J.B. Tanko                      | Ambassadeur                     | Assistant-réalisateur             |      |                  |               |                         |  |
| 1957  | Sherlock de Araque           | Victor Lima                     | Pas de rôle                     | Assistant-réalisateur             |      |                  |               |                         |  |
| 1957  | Com Jeito Vai                | J.B. Tanko                      |                                 | Scénariste, assistant-réalisateur |      |                  |               |                         |  |
| 1958  | É de Chuá!                   | Victor Lima                     | Juca Moleza                     | Scénariste, assistant-réalisateur |      |                  |               |                         |  |
| 1958  | E o Bicho não Deu            | J.B. Tanko                      |                                 |                                   |      |                  |               |                         |  |
| 1958  | O Camelô da Rua Larga        | Eurides Ramos                   | Geraldão                        | Assistant-réalisateur             |      |                  |               |                         |  |
| 1959  | Mulheres à Vista             | J.B. Tanko                      | Galileu, homme d'affaires       |                                   |      |                  |               |                         |  |
| 1959  | Garota Enxuta                | J.B. Tanko                      | Docteur La Costa                |                                   |      |                  |               |                         |  |
| 1959  | O Cupim                      | Carlos Manga                    | Leopoldo                        |                                   |      |                  |               |                         |  |
| 1959  | Aí Vem a Alegria             | José Cajado Filho               | Pintoso                         |                                   |      |                  |               |                         |  |
| 1960  | Pistoleiro Bossa Nova        | Victor Lima                     | Délégué                         |                                   |      |                  |               |                         |  |
| 1960  | Vai que É Mole               | J.B. Tanko                      | Père                            |                                   |      |                  |               |                         |  |
| 1960  | Sai Dessa, Recruta           | Hélio Barrozo Netto             | Sergent Leão                    |                                   |      |                  |               |                         |  |
| 1960  | Marido de Mulher Boa         | J.B. Tanko                      | Leal                            |                                   |      |                  |               |                         |  |
| 1961  | Mulheres, Cheguei!           | Victor Lima                     | Cicatrice                       |                                   |      |                  |               |                         |  |
| 1961  | O Viúvo Alegre               | Victor Lima                     | Général Kramov                  |                                   |      |                  |               |                         |  |
| 1962  | Bom Mesmo é Carnaval         | J.B. Tanko                      | Salim                           |                                   |      |                  |               |                         |  |
| 1963  | Les rescapés de l'enfer vert | Franz Eichhorn                  |                                 |                                   |      |                  |               |                         |  |
| 1966  | Três Histórias de Amor       | Alberto D'Aversa                |                                 |                                   |      |                  |               |                         |  |
| 1972  | Quatro Pistoleiros em Fúria  | Edward Freund                   | Médecin                         |                                   |      |                  |               |                         |  |
| 1972  | Independência ou Morte       | Carlos Coimbra                  | Baron de Mareschall             |                                   |      |                  |               |                         |  |
| 1973  | A Super Fêmea                | Anibal Massaini Neto            | Coordinateur d'agence           |                                   |      |                  |               |                         |  |
| 1976  | O Mulherengo                 | Fauzi Mansur                    | Belmiro                         |                                   |      |                  |               |                         |  |
| 1979  | A Banda das Velhas Virgens   | Amácio Mazzaropi et Pio Zamuner | Gerôncio, agriculteur           |                                   |      |                  |               |                         |  |
| 1981  | Os Insaciados                | Libero Miguel                   |                                 |                                   |      |                  |               |                         |  |

### Télévision
| Année | Films                        | Rôle          | Câble télévisé |      |     |                     |          |
| ----- | ---------------------------- | ------------- | -------------- | ---- | --- | ------------------- | -------- |
| Année | Films                        | Rôle          | Câble télévisé | 1968 | Ana | Frederico Von Stein | RecordTV |
| 1973  | As Divinas... e Maravilhosas |               | TV Tupi        |      |     |                     |          |
| 1975  | Um dia, o Amor               | Docteur Prado | TV Tupi        |      |     |                     |          |
| 1978  | Sinal de Alerta              |               | Rede Globo     |      |     |                     |          |
| 1978  | Maria, Maria                 | José Calixto  | Rede Globo     |      |     |                     |          |
| 1978  | A Conquista                  |               | TVE Brasil     |      |     |                     |          |

## Distinctions
- 1954 : 2e Festival cinématographique de Rio de Janeiro : Meilleur acteur pour A Outra Face do Homem[13]